# Love the Way You Lie
"Love the Way You Lie" là một bài hát của nam rapper người Mỹ Eminem hợp tác cùng với nữ ca sĩ người Barbados Rihanna nằm trong album phòng thu thứ bảy Recovery (2010) của Eminem. Ca-nhạc sĩ Skylar Grey đã sáng tác và thu thử bài hát cùng nhà sản xuất Alex da Kid nhờ cảm hứng từ bản thân có mối quan hệ lãng mạn đầy thô thiển với ngành công nghiệp âm nhạc. Eminem đã viết các phân khúc và lựa chọn Rihanna hát phần điệp khúc. Hai người đã có màn hợp tác ăn ý với nhau nhờ vào chuyện tình đầy trắc trở trong quá khứ của họ. "Love the Way You Lie" được thu âm vào các buổi làm việc tại Ferndale, Michigan và Dublin, Ireland. Đây là một bản nhạc hip hop ballad tiết tấu vừa phải đan xen với pop, được phối khí bằng các nhạc cụ guitar, dương cầm và vĩ cầm. Phần rap là do Eminem trình diễn, còn phần hát điệp khúc là Rihanna đảm nhận. Nội dung lời bài hát nói về hai con người có tình yêu độc hại với nhau nhưng lại không chịu rời xa nhau.
"Love the Way You Lie" được phát hành dưới dạng đĩa đơn phát thanh ở Hoa Kỳ vào ngày 18 tháng 6 năm 2010, trở thành đĩa đơn thứ hai của Recovery. Mặc dù các nhà phê bình khen ngợi giai điệu của bản rap nhưng họ tranh cãi ở khía cạnh chủ đề chẳng hạn như tính sâu sắc và thiết thực. Eminem đã quảng bá "Love the Way You Lie" bằng nhiều màn trình diễn tại E3 2010, giải Video âm nhạc của MTV và các lễ hội âm nhạc. Joseph Kahn phụ trách đạo diễn video âm nhạc, trong đó có sự góp mặt của các diễn viên Dominic Monaghan và Megan Fox. Nội dung video nói về cuộc bạo lực và cả Eminem lẫn Rihanna đang đứng trước một căn nhà bùng cháy. Video âm nhạc của "Love the Way You Lie" đã nhận được nhiều đánh giá trái chiều do chứa yếu tố bạo lực gia đình và trở thành chủ đề nghiên cứu của giới học thuật. Nhiều cây viết đưa ra phán đoán rằng cả đĩa nhạc lẫn video đều dựa ý tưởng từ cuộc tình lạm dụng của Eminem với vợ cũ Kim Scott và Rihanna với bạn trai cũ Chris Brown.
Các nhà phê bình đã xướng tên "Love the Way You Lie" là một trong những ca khúc hay nhất năm 2010 và trong sự nghiệp của Eminem. Nhạc phẩm đã gặt hái được nhiều giải thưởng và nhận về 5 đề cử giải Grammy. "Love the Way You Lie" là đĩa đơn bán chạy nhất của Eminem và leo lên ngôi đầu bảng tại nhiều bảng xếp hạng trên thế giới, đặc biệt là ca khúc đã đứng đầu bảng xếp hạng  Billboard Hot 100 trong vòng 7 tuần liên tiếp. Đĩa đơn đã bán được 9,3 triệu bản trên toàn thế giới vào năm 2010 và là ca khúc bán chạy nhất của Eminem. Các nghệ sĩ âm nhạc như Cher Lloyd và The Band Perry đã từng hát lại "Love the Way You Lie". Rihanna cho rằng chủ đề bạo lực trong tình yêu chính là nguyên nhân cốt lõi khiến cho bài hát gây ảnh hưởng lớn, và đây cũng là một chủ đề mà cô cho rằng nhiều người không có cái nhìn sâu sắc. Về sau, nữ ca sĩ đã thu âm phiên bản tiếp theo của ca khúc mang tựa đề "Love the Way You Lie (Part II)" cùng với Eminem nhằm trần thuật câu chuyện dưới góc nhìn của người hát.

## Bối cảnh và sản xuất

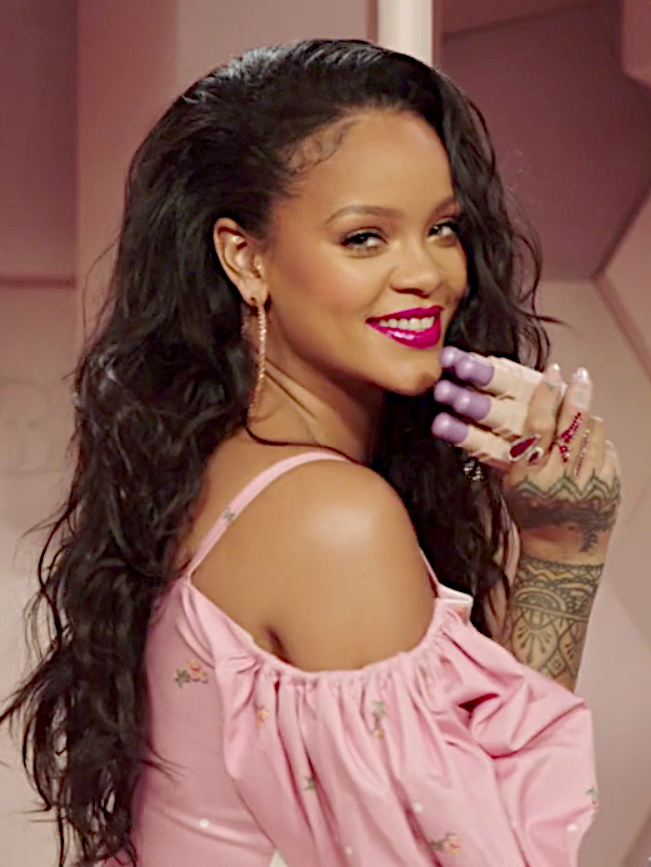
Nhờ chủ đề của bài hát mà Rihanna đồng ý hợp tác cùng với Eminem.

Quá trình phát triển "Love the Way You Lie" xuất phát từ một bản nhạc nền cùng với giai điệu phần hook đơn giản do nhà sản xuất nhạc hip hop người Anh Alex da Kid tạo ra. Anh giải thích rằng lúc làm bản rap, bản thân anh đã dành ra nhiều tiếng đồng hồ chỉ để tạo phần loop âm thanh và sản xuất nhịp trống điện tử, rồi sau đó mới bổ sung phần khí nhạc live vào ca khúc. Phần trống được lấy mẫu từ những bản ghi trực tiếp mà Alex da Kid còn đang giữ lại. Alex da Kid đã thu âm đàn guitar acoustic ở phần phân khúc bằng bộ micro Neumann U 87 cùng với giao diện phần mềm âm thanh Avid Mbox. Anh tiết lộ trên tạp chí công nghệ âm thanh Sound on Sound rằng "Love the Way You Lie" đã mang đến cho anh cơ hội được tái sử dụng nhạc cụ guitar trực tiếp trong dòng nhạc hip hop. Trong các buổi làm việc, Alex da Kid đã sử dụng bộ điều chỉnh âm tần Waves R‑Verb và REQ để tinh chỉnh đoạn kick trống trầm chính. Đồng thời, anh còn tận dụng bộ plug-in MaxxBass để phối lại hai phân đoạn khác.
Về phần sáng tác ca từ, ca sĩ Holly Hafermann khi đó còn đang cư trú tại Artula Retreat ở Bandon, Oregon đã tham gia vào sáng tác các bài hát trong khoảng cuối năm 2009. Sau khi sử dụng nghệ danh mới Skylar Grey, cô đã đi gặp nhà xuất bản của cô tên Jennifer Blakeman ở Universal Music tại thành phố New York để tìm kiếm cơ hội giới thiệu các sáng tác của cô tới đông đảo khán giả. Blakeman đã đề nghị Grey hợp tác cùng với Alex da Kid. Nhà sản xuất Alex da Kid đã gửi email cho Grey bản nhạc và gợi ý cho cô chủ đề về một mối quan hệ tình cảm đầy sự lạm dụng. Sau đó, cô đã hát lời bài hát trước bản giai điệu đó một cách đầy tự nhiên mà không thực sự hiểu nghĩa là gì. Grey tiết lộ với tờ Los Angeles Times rằng bản thân cô đang vướng vào cuộc tình lạm dụng với ngành công nghiệp âm nhạc: "Tôi yêu [ngành công nghiệp âm nhạc] nhiều lắm, tôi đã trao cho nó mọi thứ tôi có, và rồi nó đã làm cho tôi đau đớn gục ngã." Ý tưởng này đã đem đến cảm hứng sáng tác lời tràn đầy tự nhiên cho cô, tựa như cô đang tự tạo ra một bài ca alternative pop cho riêng mình. Từ khi đó, Grey đã trở thành tác giả sáng tác đoạn điệp khúc cho "Love the Way You Lie" chỉ trong vòng 15 phút vỏn vẹn và tiến hành thu thử giọng cho Alex da Kid.
Khoảng đầu năm 2010, Alex da Kid đã giới thiệu một số bản track nền cho Rigo Morales – giám đốc cấp cao của hãng thu âm Shady Records. Morales đã tỏ ra thích thú trước những bản demo và gửi cho Eminem. Khi này, Eminem vẫn còn đang tìm kiếm phương pháp tiếp cận âm nhạc khác biệt cho album tiếp theo của mình. Cảm thấy ấn tượng trước tác phẩm của Alex da Kid, nam rapper đã xin thêm bản track khác và lần này nghe được "Love the Way You Lie" của Grey. Eminem đã chọn bản thu thử đó và bảo với người quản lý âm nhạc Paul Rosenberg rằng anh muốn hợp tác cùng với ca sĩ người Barbados Rihanna. Eminem còn tiết lộ thêm trên đài Skyrock rằng, "Đây là một trong số những bài hát mà tôi nghĩ chỉ cô ấy có thể thực hiện thành công." Rosenberg đã đưa bản hát cho Rihanna và nữ ca sĩ đã chấp nhận lời mời Eminem "ở giây phút cuối". Sau đó, Eminem bắt tay vào sáng tác các phân khúc rap cho bài hát, còn Rihanna thì đảm nhận việc hát đoạn hook. Rihanna thừa nhận rằng việc cô nhận lời mời hợp tác một phần là do cô cảm thấy chính mình có liên quan đến chủ đề của bài hát, và một phần cũng là do cả cô lẫn Eminem đều đã từng trải qua mối tình không lành mạnh ở "hai cuộc đời hoàn toàn trái ngược nhau". Bên cạnh đó, Eminem chưa từng là bạn thân thiết từ trước của nữ ca sĩ. Quan hệ giữa họ chỉ là đồng nghiệp làm ăn với nhau bình thường và Rihanna cho rằng nam rapper là một người bí ẩn.
Về bối cảnh đời tư, Eminem đã trở thành chủ đề bị giới truyền thông soi mói vì tung ra những bản rap có nội dung kỳ thị nữ giới và đồng tính, cũng như mối quan hệ đầy biến động và thô bạo của anh với vợ cũ Kim Scott và mẹ ruột. Tiêu biểu nhất, nam rapper đã từng phát hành các bản rap "'97 Bonnie & Clyde" (1998) và "Kim" (2000), trong đó chứa đầy những dòng lời tưởng tượng nặng nề về việc sát hại và bạo hành người vợ cũ. Họ đã li dị vào năm 2001 và tiếp tục như vậy vào năm 2006 sau khi tái hôn. Tháng 2 năm 2009, cuộc tình giữa Rihanna và nam ca sĩ R&B Chris Brown đã chấm dứt sau khi Brown hành hung man rợ nữ ca sĩ. Rihanna đã gọi "Love the Way You Lie" là một bài nhạc độc nhất, thực tế và sâu lắng khi cho rằng ca khúc đã "đập tan vòng luẩn quẩn của bạo lực tình cảm" và có ít người thông suốt tường tận về chủ đề nhức nhối đó. Ngoài ra trong một quyển sách phân tích năm 2019 về quá trình phát triển sự nghiệp âm nhạc của Eminem, tác giả kiêm nhà báo Anthony Bozza cho rằng: Bên cạnh việc chơi chữ phức tạp thì chính những ca từ xuất phát từ tâm hồn, bản ballad tương đối lạc quan mang giai điệu khác và công thức âm thanh từ bản hit "Lose Yourself" (2002) lẫn đĩa đơn "Like Toy Soldiers" (2005) trước đó của nam rapper đã trở thành bước tiến cho sự ra đời hoành tráng của "Love the Way You Lie" cũng như ca khúc quán quân bảng xếp hạng đại chúng liền trước "Not Afraid" của Eminem.

## Thu âm và cấu trúc bài hát
Về phần thu âm, Mike Strange đã thu âm và phối trộn giọng rap của Eminem tại Effigy Studios ở Ferndale, Michigan. Những buổi làm việc như thế này kéo dài trong vòng hai ngày. Ngoài ra, Strange còn phụ trách tinh chỉnh giọng nghệ sĩ bằng phần mềm tạo âm vang mang tên D-Verb cùng với bộ plug-in Extra Long Delay, nhưng chỉ thay đổi chút ít. Với trường hợp là bài "Love the Way You Lie", Strange hầu như chỉ sử dụng mỗi bộ nén dải rộng và trình điều khiển cân bằng âm tần. Strange đã tận dụng các công cụ trộn nhạc Bricasti và Eventide Reverb 2016 để đảm bảo yếu tố âm vang trong bản nhạc trở nên "trong trẻo hơn". Nhạc sĩ Detroit Luis Resto trước đó đã từng tham gia biên khúc nhiều bản rap cho Eminem, nhưng đến "Love the Way You Lie" thì không còn nữa. Strange cho biết, "Mọi thứ mà tụi tôi cần thì đã có trong bản nhạc hết rồi, chỉ trừ phần giọng nữa thôi." Khoảng hai ba tuần sau buổi làm việc kể trên, Alex da Kid đã có mặt và giúp phối lại và hoàn chỉnh bài hát. Lúc đầu anh muốn lược bỏ đoạn guitar acoustic ra khỏi bản thu thử nhưng mà Eminem đã nhất quyết muốn giữ lại. Strange bảo rằng, "Công việc này chỉ đơn giản là cố gắng ăn khớp rồi sau đó cải tiến bản thu thử mà [Alex da Kid] đã gửi cho bọn tôi thôi." Người anh em trai của Strange tên Joe đảm nhận khâu kỹ thuật cho bài hát.
Các buổi thu âm giọng hát của Rihanna diễn ra tại Sun Studios ở Dublin, Ireland do Marcos Tovar đảm nhận phần kỹ thuật. Nhạc sĩ thể loại R&B Makeba Riddick phụ trách phần sản xuất giọng hát bổ sung. Mặc dù Strange có sử dụng bộ chỉnh âm tần, nén âm và tạo hiệu ứng vang nhưng anh vẫn để cho giọng hát nữ ca sĩ được cân bằng. Anh cho rằng chính vì Rihanna đã hài lòng với giọng thu âm rồi nên anh không cần phải chỉnh sửa gì đáng kể ở bảy phân đoạn âm thanh nổi của giọng hát cô.
Về mặt sáng tác, "Love the Way You Lie" là một bài hát thuộc thể loại pop rap, hip hop và ballad trữ tình có tiết tấu vừa phải. Lời ca khúc kể về một cặp đôi có tình yêu độc hại với nhau nhưng lại không chịu rời xa nhau, được thể hiện ở hai góc nhìn riêng của bộ đôi song ca. Đây còn là bản rap thể hiện cái nhìn chín chắn nhất, trưởng thành nhất và sáng suốt nhất của Eminem khi khai thác mảng đề tài bạo lực cặp đôi và tình yêu giằng co, trước đó nam rapper đã từng khai thác đề tài này qua bản rap "Crazy in Love" trích từ album Encore năm 2004. "Love the Way You Lie" được sáng tác trên cung độ sol thứ, nhịp 4
4 cùng với số đo nhịp đạt trung bình 84 nhịp mỗi phút. Khoảng âm vực của nghệ sĩ trải dài từ nốt trầm nhất là B♭3 cho đến nốt cao nhất là D5. Mở đầu của bản rap "Love the Way You Lie" là câu hát giọng pop của Rihanna trên nền nhạc dương cầm:
Just gonna stand there and watch me burn.
But that's alright because I like the way it hurts.
Just gonna stand there and hear me cry.

But that's alright because I love the way you lie. I love the way you lie.— Đoạn hát của Rihanna trong "Love the Way You Lie"

Đoạn hook trên đi theo tiến trình hợp âm Gm–E♭(add2)–B♭–F/A, với phần nốt được kéo dài hơn so với các phân khúc rap. Nhà báo Fraser McAlpine của BBC cho rằng Rihanna đã tưởng tượng bản thân đang bị giam cầm "trong chính sáng tạo của riêng cô". Nữ ca sĩ đã hát mà không cần dùng đến kỹ thuật rung ngân. Nhà phê bình David Brownie của The New York Times nhận định rằng, mặc dù không sử dụng kỹ thuật rung ngân nhưng giọng hát của Rihanna vẫn truyền tải cảm xúc đau đớn và tiếc nuối đầy tinh tế. Ngoài ra, giọng của Rihanna còn được nhận định là mong manh dễ tổn thương và chân thật hơn so với một số ca sĩ không thay đổi phong cách khác. Tiếp ngay sau đó, Eminem "tuôn ra một tràng rap đầy bộc bạch trữ tình": "I can't tell you what it really is/ I can only tell you what it feels like." Các phân đoạn lần này là một chùm hợp âm Gm–E♭(add2)B♭–Fsus/A. Khi đó, nam rapper bày tỏ cảm giác hối hận trước kết cục của mối tình không lành mạnh và thảm hại, đồng thời diễn tả hành vi bạo lực ở cặp đôi vừa yêu đương vừa hờn ghét nhau. Hai người nghệ sĩ vừa thể hiện ca khúc vừa nhập vai vào hai nhân vật trong mối tình độc hại. Eminem đáp lại với Rihanna bằng cách kết đoạn phân khúc với câu: "I laid hands on her. I'll never stoop so low again/ I guess I don't know my own strength." Rihanna hát đoạn điệp khúc một lần nữa, lần này có sử dụng nhạc cụ guitar điện đi kèm với dương cầm.
Những phân khúc rap của Eminem đều là tổ hợp nhạc cụ phối khí guitar acoustic, dương cầm và trống. Từng lời rap bắt đầu biến chuyển từ việc bộc bạch về khía cạnh tích cực sang đến những tình tiết bạo lực trong tình yêu. Eminem đã rap, "It's the rage that took over, it controls you both, so they say it's best to go your separate ways. Guess that they don't know ya, cause today that was yesterday." Nhà báo Sady Doyle của The Atlantic giải thích rằng những lời bài hát này là lời thú tội của nam rapper về việc đã xảy ra bạo lực với Scott, khi Eminem đã "chuyển cơn giận và lời buộc tội về phía chính mình". Ở phân khúc thứ hai, Eminem chấp nhận kết cục sau khi cảm thấy có lỗi và thừa nhận, "Yesterday is over, it's a different day." Nỗi khổ sở của anh càng ngày càng tăng và Eminem rap rằng hai nhân cách có thể đấu đá lẫn nhau: "Maybe that's what happens when a tornado meets a volcano". Khi đó cuộc tình thù hận càng ngày càng trầm trọng và dẫn đến bạo lực trong khi yêu. Nam rapper thừa nhận đã dối trá khi hứa hẹn mọi điều anh làm và bảo rằng ở cuối bài hát, "If she ever tries to fuckin' leave again, I'ma tie her to the bed and set this house on fire", nhắc lại ý lời hát điệp khúc của Rihanna.

## Phát hành và đón nhận
Ngày 27 tháng 5 năm 2010, Eminem tiết lộ tựa đề ca khúc "Love the Way You Lie" và bản rap này sẽ được đưa vào danh sách bài hát trong album phòng thu thứ bảy Recovery ra mắt vào 21 tháng 6 tại Hoa Kỳ. Ngày 7 tháng 6, bài hát được ra mắt sớm trên internet. Trong khoảng thời gian từ ngày 12 đến ngày 18 tháng 6, "Love the Way You Lie" được phát hành làm đĩa đơn phát thanh Mainstream Top 40 tại Hoa Kỳ và trở thành đĩa đơn thứ hai của Recovery sau "Not Afraid". Bài hát được phát hành ở định dạng nhạc số trong album Recovery vào ngày 18 tháng 6 tại nhiều quốc gia bên ngoài Hoa Kỳ. Sau đó, hãng đĩa Polydor Records phát hành nhạc phẩm ở định dạng đĩa đơn CD tại Anh vào ngày 9 tháng 8 năm 2010. Còn hãng đĩa Interscope Records thì phụ trách phát hành bản rap tại Hoa Kỳ và Đức lần lượt vào các ngày 17 và 20 tháng 8. "Love the Way You Lie" xuất hiện trong album tuyển tập Curtain Call 2 của Eminem, phát hành vào năm 2022.
"Love the Way You Lie" nhận được nhiều lời nhận xét nhìn chung là tích cực. Biên tập viên Devin Lazerine của tạp chí Rap-Up đã xướng danh đây là một trong bốn bài hát hay nhất trong album. Cây bút của New York Times tên Jon Caramanica nhận định đây là "một trong những bản nhạc hấp dẫn nhất của album" và tán dương tài nghệ của Eminem trong việc khai thác và làm bật lên vấn đề ở quan điểm khác giới. Jayson Rodriguez từ MTV viết rằng bài hát lặp lại chủ đề từ những album cũ của Eminem, nhưng giờ đây nam rapper đã "tỉnh táo hơn" và "trưởng thành hơn" trước. Rodriguez còn cảm thấy lời bài hát thực sự đang ám chỉ đến cuộc tình giữa Eminem và Scott và "Love the Way You Lie" chính là con đường tiếp cận đến bài hát tình yêu ngắn nhất của anh. Các biên tập viên đến từ tờ báo The A.V. Club đã so sánh đĩa đơn với "Kim" and "'97 Bonnie & Clyde". Họ nhận thấy Eminem đã ôn hòa hơn với nhạc phẩm "Love the Way You Lie" khi bàn luận về "cuộc tình hủy hoại lẫn nhau", đồng thời cho biết sự góp mặt của Rihanna đã dấy lên một loại tâm trạng lạ lùng.
Ngoài ra, giới chuyên môn còn dành nhiều lời khen cho màn hợp tác của Rihanna. Michael Menachem viết cho Billboard khen ngợi phần hát chan chứa "giai điệu du dương tinh tế và tràn đầy hy vọng" của cô cũng như phần rap "đen tối, nội tâm của Eminem". Anh cũng cho biết thêm phần nhạc cụ gõ đã giúp cả hai nghệ sĩ thể hiện tốt ca khúc và Alex da Kid đã mang lại cơ hội cho bản biên khúc cổ điển đến gần hơn với đại chúng. Kyle Anderson chắp bút cho MTV nhận xét rằng "Love the Way You Lie" đã cho khán giả nghe thấy được giọng hát đong đầy cảm xúc của Rihanna và "những vần điệu mãnh liệt nhất về các cuộc tình đầy ồn ào" của Eminem. Anh đã xem đây là một ca khúc nhạc đại chúng chân thật và kiên cố cùng với đoạn hook "hấp dẫn đến chết người", đồng thời so sánh với kiểu nhạc "hot âm ỉ" như "Someone Like You" (đĩa đơn năm 2011 của ca sĩ người Anh Adele). Cây viết phê bình nhạc đại chúng bên trang Houston Chronicle tên Joey Guerra nhận xét rằng Rihanna đã đem lại cảm xúc "chua chát như giấy nhám và mềm mượt như ánh lụa" cho ca khúc.

### Chủ đề

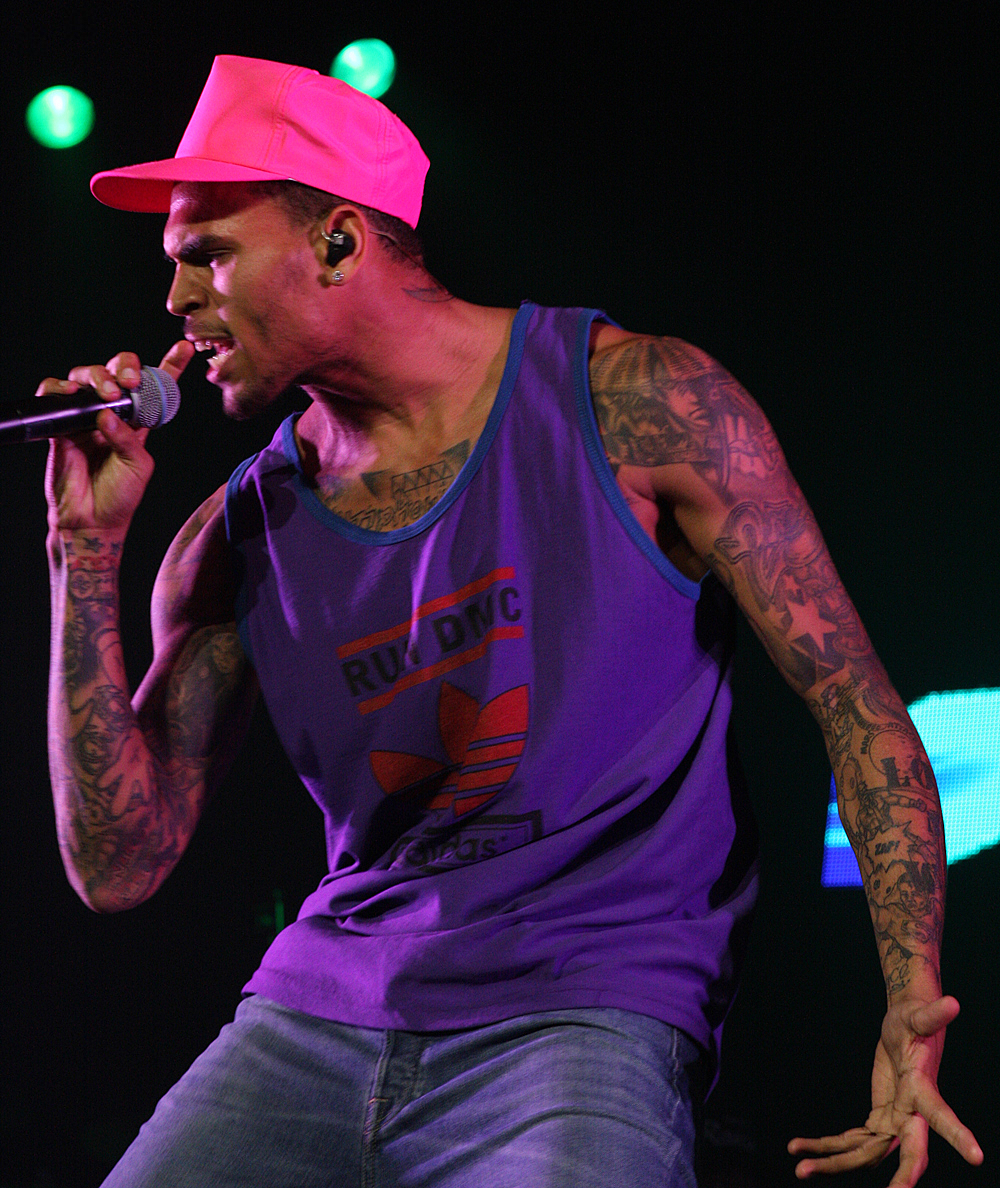
Nhiều nhà phê bình cho rằng ca khúc kể về cuộc tình quá khứ của Rihanna với Chris Brown.

Các cây bút phê bình đã tranh luận về thông điệp ẩn chứa bên trong lời bài hát "Love the Way You Lie". Anderson tập trung bàn luận về chủ đề tăm tối của bản rap, còn Nick Levine từ Digital Spy, Allie Townsend từ tạp chí Time và Jocelyn Noveck từ Associated Press thì nhận định rằng thực chất nội dung bài hát là dựa trên chuyện tình cảm trước kia của cả hai nghệ sĩ. Levine đã chấm bài hát 4 trên 5 sao và khen ngợi đoạn điệp khúc hấp dẫn cùng với chủ đề sắc bén. Theo Eric Hayden của The Atlantic Wire, "Love the Way You Lie" đề cập đến một cặp đôi nghiện rượu, có thể được lấy cảm hứng từ mối quan hệ của Rihanna với Brown. Fraser McAlpine cũng dành tặng cho "Love the Way You Lie" 4 trên 5 sao. Theo lời bình của McAlpine, bản rap chắc chắn sẽ không đời nào nổi tiếng được nếu như chỉ thể hiện quan điểm và cảm giác tiếc nuối của riêng mình Eminem. Anh viết rằng việc Rihanna trở thành đối phương trong câu chuyện tình yêu đã cho thấy "lối kể chuyện phù hợp" và "truyền tải được thông điệp" sau vụ việc của Brown. McAlpine suy luận rằng vì những điều trên mà bài hát đã diễn tả mối quan hệ thô bạo thực tế hơn, và từ đó "Love the Way You Lie" có thể trở thành ca khúc tiêu biểu trong công cuộc xây dựng mái ấm của phụ nữ. Anh đã khen ngợi tài am hiểu và tái hiện chính xác về chủ đề này của Eminem. Nhà phê bình Winston Robbins viết cho Consequence of Sound đã bảo rằng sự sâu sắc của bài hát là bắt nguồn từ mối quan hệ xấu xí trong quá khứ của Rihanna cũng như chủ đề về bất trung và bạo lực trong chuyện tình cảm.
Tuy nhiên, "Love the Way You Lie" vẫn vấp phải những ý kiến chê bai. Jenny McCartney của The Daily Telegraph đã bác bỏ những ẩn dụ trong đoạn điệp khúc và cho rằng chủ đề của bài hát đã bị thổi phồng quá mức. Cô không đồng tình với những lời khen ngợi chuyên môn và phản biện lại rằng phụ nữ thực tế sẽ chấp nhận những mối quan hệ thô thiển vì những lý do sâu xa hơn chỉ đơn giản là vì thú vui tình dục và tình cảm, chẳng hạn như các vấn đề gia đình, tài chính và nỗi bất lực. Một bài báo NPR do Maura Johnston chắp bút lên tiếng, lời bài hát lấy từ đời tư Rihanna chính là chủ đề bạo lực của Eminem. Một chuyên viên phát thanh ở New York tên Jay Smooth đã trả lời lại rằng, "trong khi Eminem khám phá tâm lý ứng xử của kẻ bạo lực với chiều sâu và độ chi tiết gần như đáng lo ngại" thì góc nhìn của Rihanna lại bị đánh giá thấp và không được lý giải đầy đủ. Johnston và Smooth lập luận rằng sự mất cân bằng như vậy đã trở thành một vấn đề phổ biến trong các bản song ca nhạc đại chúng. Theo Sady Doyle, mặc dù "Love the Way You Lie" là một trong những ca khúc có ảnh hưởng nhất đến Eminem và cho thấy anh có sự hối hận nuối tiếc nhưng điều đó vẫn không bù đắp được những hành động kỳ thị nữ giới trong quá khứ và những bài hát gây thù ghét của anh. Noveck đã đặt câu hỏi rằng liệu lời bài hát có phải là "một luận thuyết phản đối (hoặc bày tỏ hối lỗi) hay là một sự biểu dương bạo lực đôi lứa một cách vô trách nhiệm? Hoặc là, có điều gì đó bức bối ở giữa hai phía chăng?"
Marjorie Gilberg, giám đốc điều hành của tổ chức chống bạo lực thanh thiếu niên Break the Cycle, bình luận rằng một bài hát như "Love the Way You Lie" hoàn toàn có thể dạy bảo người nghe về sự nguy hiểm của tình yêu bạo lực nếu nội dung trong đó được giải thích chính xác. Cô tin rằng vì văn hóa đại chúng thường đi theo những gì xã hội chấp nhận nên mọi người mới dễ dàng chấp nhận bạo lực như vậy. Gilberg bổ sung, "Một vấn đề nữa là bài hát đã phản ánh những lời truyền miệng nhau về bạo lực trong tình yêu, những lời mà vốn dĩ sẽ dẫn đến đổ lỗi nạn nhân", và nhận định rằng tuy nạn nhân thường bị cho là có tội như đối phương nhưng họ cũng muốn được yêu thương chứ không hề muốn bị bạo lực. Một nhà nữ quyền kiêm chủ tịch Tổ chức Quốc gia dành cho Phụ nữ (NOW) tên Terry O'Neill đã chỉ trích lời rap "But your temper's just as bad as mine is/ You're the same as me" khi cho rằng đó là một lời bào chữa điển hình của những gã đàn ông thô bạo lúc gây hấn và "chỉ những đứa trẻ 2 tuổi và những người đàn ông thô bạo mới sử dụng bạo lực để đạt được thứ họ muốn." Cô còn cho biết, Rihanna đã vô tình tôn sùng mối quan hệ bạo lực trong bài hát mặc dù thực sự là nữ ca sĩ có ý bất bình với điều đó.

### Thành tựu
"Love the Way You Lie" được xếp vào nhiều danh sách bài hát hay nhất năm 2010. Claire Suddath của Time đã đưa bản rap vào ở vị trí thứ 5 trong danh sách top 10 của cô và cho rằng, "Việc bài hát này nghe không có vẻ sáo rỗng hay khiếm nhã là minh chứng cho kỹ năng của cả hai nghệ sĩ." AOL Radio đã xem bài hát là bài nhạc hip hop hay nhất năm 2010, và vinh dự Eminem là người giàu trí tưởng tượng và đam mê. "Love the Way You Lie" lọt vào vị trí thứ 9 trong danh sách top 25 của MTV News. Biên tập viên James Montgomery cho rằng thành công của bài hát là nhờ chủ đề và có liên quan đến tình cảm bạo lực trong quá khứ của cặp nghệ sĩ. Anh đúc kết rằng, "Bạn không thể viết ra một bản nhạc nào hay hơn thế được nữa, bởi vì đây là cách mà những chuyện như vậy xảy ra trong cuộc sống thực." New York Post xếp bản rap ở vị trí thứ 2 trong danh sách "210 bài hát hàng đầu từ năm 2010" và đã coi đây là một "bài hát comeback câu lạc bộ mang tính biểu tượng." Tháng 10 năm 2022, tác giả Adam Graham viết cho tờ báo The Detroit News đã xếp "Love the Way You Lie" ở vị trí thứ 16 trong danh sách "50 bài hát của Eminem hay nhất", gọi đây là một trong số những bản "chơi chữ rầu rĩ hơn của Eminem" được đoạn điệp khúc mang tính biểu tượng của Rihanna giải thoát. "Love the Way You Lie" và video âm nhạc đã nhận được 5 đề cử giải Grammy tại buổi lễ lần thứ 53 vào năm 2011, trong đó có gồm "Thu âm của năm", "Bài hát của năm" và "Video âm nhạc xuất sắc nhất". Bản rap dành chiến thắng giải People's Choice Awards ở hạng mục "Video âm nhạc được yêu thích nhất" và "Bài hát được yêu thích nhất".

## Diễn biến thương mại
"Love the Way You Lie" leo lên ngôi vị quán quân và lọt vào danh sách cuối năm ở nhiều bảng xếp hạng trên khắp thế giới. Ca khúc nhạc rap gia nhập vào bảng xếp hạng Billboard Hot 100 Hoa Kỳ tại vị trí thứ 2 vào số phát hành ngày 10 tháng 7 năm 2010, và lọt vào ngôi vương Digital Songs nhờ vào doanh số tiêu thụ 338.000 bản kỹ thuật số trong tuần đầu. Từ tuần số ngày 31 tháng 7 đến ngày 11 tháng 9, "Love the Way You Lie" giữ vị trí quán quân suốt 7 tuần liên tiếp tại Hot 100, trở thành bản hit quán quân thứ 4 đối với Eminem và thứ 7 đối với Rihanna tại Hoa Kỳ. Đĩa đơn đã bán được hơn 300.000 bản kỹ thuật số trong tuần ngày 14 tháng 8 năm 2010, vươn lên vị trí thứ 2 trên bảng xếp hạng Pop Songs và Radio Songs. Theo tạp chí Billboard trong tuần lễ ngày 21 tháng 8 năm 2010, Nielsen Broadcast Data Systems đã chứng nhận BDS cho "Love the Way You Lie" nhờ vào 50.000 lượt spin đài phát thanh. Cũng trong tuần, bản rap leo lên ngôi đầu bảng Pop Songs, mang lại cho Eminem ca khúc quán quân thứ 3 và thứ 6 đối với Rihanna trên bảng xếp hạng đó. "Love the Way You Lie" là bài hit số 1 đầu tiên (sau 10 năm) lọt vào bảng xếp hạng Rap Songs của Eminem với vai trò là nghệ sĩ chính tính từ đĩa đơn "The Real Slim Shady" năm 2000 của anh. Với tổng tiêu thụ đạt 4.245.000 bản, "Love the Way You Lie" là đĩa đơn bán chạy thứ ba trong năm 2010 tại Hoa Kỳ. Ca khúc đã bán được 6 triệu bản vào tháng 10 năm 2013 và 6,5 triệu bản vào tháng 10 năm 2015.
Tại Úc, "Love the Way You Lie" gia nhập ARIA Charts vào ngày 4 tháng 7 năm 2010 ở vị trí thứ 14. Ba tuần sau, ca khúc leo lên vị trí quán quân và giữ nguyên vị trí trong vòng 6 tuần liên tiếp, đồng thời trụ hạng bảng xếp hạng ARIA trong vòng 38 tuần tổng cộng. Ở Áo, "Love the Way You Lie" ra mắt ở vị trí thứ 31 vào ngày 2 tháng 7 năm 2010 và vươn lên số 1 vào ngày 4 tháng 9. Sau khi xuất hiện lần cuối trên bảng xếp hạng vào ngày 4 tháng 3 năm 2011, ca khúc quay trở lại ở vị trí thứ 75 vào ngày 26 tháng 8. "Love the Way You Lie" đã dành tổng cộng 47 tuần trên bảng xếp hạng Áo. "Love the Way You Lie" trụ hạng trong 30 tuần ở Pháp và đạt vị trí thứ 3 vào ngày 2 tháng 7 năm 2010. Đây là bài hát bán chạy thứ 3 tại Hàn Quốc trong năm 2010 của một nghệ sĩ nước ngoài, với 1.200.653 lượt tải xuống.
Phía bên bảng xếp hạng UK Singles Chart ở Anh Quốc, "Love the Way You Lie" ra mắt ở vị trí thứ 7 vào ngày 27 tháng 6 năm 2010 và đạt vị trí thứ 2 vào 4 tuần sau đó. Tính đến cuối năm 2010, ca khúc đã bán được 854.000 bản tại Anh, trở thành đĩa đơn bán chạy nhất năm tại quốc gia này. Đây là bài hát đầu tiên đứng đầu bảng xếp hạng cuối năm và chưa từng một lần leo lên ngôi quán quân ở bảng xếp hạng hàng tuần tại Anh. Tháng 10 năm 2011, "Love the Way You Lie" trở thành bài hát thứ 109 đạt được triệu bản ở Anh. Tháng 11 năm 2012, đĩa đơn đã bán được 1,05 triệu bản ở Anh và được xếp vào danh sách "ca khúc triệu bản" ở hàng thứ 100 của Official Charts Company. Tính đến tháng 6 năm 2015, "Love the Way You Lie" là đĩa đơn bán chạy thứ 17 trong thập niên 2010 tại Anh Quốc Theo Liên đoàn Công nghiệp ghi âm Quốc tế, "Love the Way You Lie" đã bán ra 9,3 triệu bản trên toàn thế giới vào năm 2010. Vào tháng 12 năm 2011, ca khúc được chứng nhận là đĩa đơn bán chạy nhất của Eminem.

## Video âm nhạc

### Phát triển và quay phim

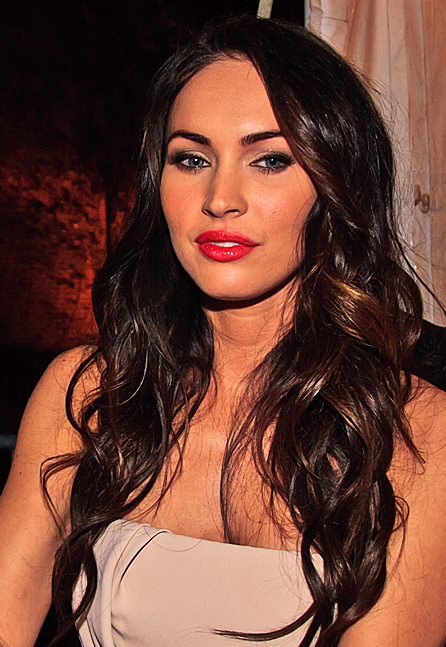
Theo đạo diễn Joseph Kahn, Megan Fox đã giúp video gây ảnh hưởng mạnh mẽ.

"Love the Way You Lie" là video âm nhạc thứ ba của Eminem do đạo diễn Joseph Kahn đảm nhận. Ban đầu Kahn dự định sẽ tập trung làm đạo diễn phim truyện điện ảnh và gác lại công việc quay các video âm nhạc đại chúng, nhưng anh đã chọn thực hiện đạo diễn cho "Love the Way You Lie" bởi vì bài hát đang bàn bạc đến chủ đề quan trọng đối với anh. Đây là lần hiếm hoi mà anh đạo diễn một video cho Eminem mà không sử dụng đề tài hài hước như những lần hợp tác trước đây của cả hai. Trong video ca nhạc lần này, Kahn đã lựa chọn ngay nam diễn viên Dominic Monaghan đến từ loạt phim Chúa tể những chiếc nhẫn để thủ vai vì sự linh hoạt của nam diễn viên trong vai diễn. Vị đạo diễn cho rằng Monaghan sẽ thủ vai phản diện tốt trong video âm nhạc của "Love the Way You Lie". Bên cạnh đó, Kahn đã lựa chọn nữ diễn viên Hollywood Megan Fox. Ban đầu vị đạo diễn cho rằng sẽ không thể mời được do Fox vốn nổi tiếng trong mắt nhiều đạo diễn khác, nhưng trùng hợp thay, nữ diễn viên cũng là một người hâm mộ của Eminem nên cô đã nhận vai diễn mà không cần chần chừ.
Người quản lý âm nhạc Rosenberg giao cho Kahn một ngày viết đề cương kịch bản, và Kahn đã soạn xong trong vòng 45 phút. Vị đạo diễn đã quay các phân cảnh của Eminem và Rihanna vào ngày 20 tháng 7 năm 2010, còn những cảnh giữa Fox và Monaghan thì sẽ được quay trong 3 ngày tiếp theo. Đến ngày 24 tháng 7, họ đã hoàn thành phần quay. Qua ngày tiếp theo, Kahn xác nhận đã hoàn thành phần bản dựng đạo diễn. Anh thừa nhận rằng sự góp mặt của Fox đã khiến cho video trở nên quyền lực khi phát biểu với Vibe rằng:
Chúng tôi muốn thực hiện một câu chuyện cụ thể về hai người gồm có Meg và Dom mà không phải một video đại diện cho tất cả các cặp đôi hay tất cả các tình huống bạo lực hẹn hò. Tôi không nói rằng tất cả các cặp đôi đều cãi nhau hay đánh nhau theo cách này. Tôi chỉ muốn mọi người có thể đồng cảm với các nhân vật và nhận ra rằng họ đã từng nhìn thấy những câu chuyện tình cảm như vậy, khi hai người muốn ở bên nhau mà lại hoàn toàn không hợp với nhau và mọi thứ vượt ra khỏi tầm kiểm soát... Megan là điểm nhấn chính của video này... Với tư cách là một đạo diễn, tôi sẽ kể cho bạn nghe lý do tại sao các cảnh của [Fox và Monaghan] trong video lại có cảm giác rất chân thực là vì tại thời điểm đó [những cảnh quay kia] là thật.

Monaghan phát biểu cảm nhận với MTV rằng cặp đôi trong video âm nhạc của "Love the Way You Lie" tượng trưng cho mối quan hệ giữa Eminem và vợ cũ Scott. Kathy Angstadt và MaryAnn Tanedo bên HSI Productions phụ trách sản xuất hậu kì cho video. Gần đến thời điểm phát hành, Eminem đã tiết lộ trong một thông cáo báo chí rằng: "Joseph và tôi đã làm việc khá chặt chẽ với nhau để đảm bảo rằng chúng tôi đã thực hiện [video này] đúng đắn". Anh còn cho hay, video có sức ảnh hưởng lớn không chỉ là do chủ đề khó mà cũng là nhờ có sự góp mặt của Rihanna, Fox và Monaghan. Fox đã quyên góp tiền cát xê video âm nhạc của cô cho nơi trú ẩn Sojourn House dành cho phụ nữ bị ngược đãi. Ngày 5 tháng 8 năm 2010, video được công chiếu trên MTV và trang web video âm nhạc Vevo.

### Nội dung

Cảnh Eminem và Rihanna đang đứng trước một ngôi nhà đang bùng cháy trong video.

Mở đầu video là cảnh Rihanna đang hát đoạn điệp khúc trước một căn nhà đang cháy, và đây là video âm nhạc đầu tiên mà cô diện mái tóc màu đỏ. Xen vào đó là cảnh một người phụ nữ (Fox) đang để ngọn lửa bốc cháy trên lòng tay và cảnh cô đang ngủ cùng với người tình của mình (Monaghan) rồi mở mắt. Tiếp đến là cảnh Eminem hát rap ở giữa một cánh đồng mênh mông, rồi người phụ nữ đánh nhau người tình của mình sau khi phát hiện dòng chữ "Cindy" cùng với số điện thoại trên tay anh ta. Sau khi người phụ nữ có ý muốn chia tay và bỏ đi, người đàn ông cố hôn lấy người phụ nữ và níu kéo cô ở lại nhưng bất thành. Chàng trai ép cô gái vào bức tường rồi vung quả tay nắm đấm đập vào bức tường đe dọa cô. Sau cảnh Rihanna hát điệp khúc lần hai, video chuyển sang cảnh hồi tưởng cặp đôi lần đầu gặp nhau "tại một quán bar tồi tàn bên cạnh" một cửa hàng bán rượu. Người con trai lấy trộm một chai vodka rồi cùng người con gái hôn nhau ở phía trên mái nhà.
Trở về với hiện tại, người đàn ông cố xin lỗi người yêu và họ đã làm hòa. Trong một đoạn hồi tưởng khác, anh ta tấn công một người chơi bi-a cùng với người yêu của mình. Đến cảnh ban đêm, Eminem cùng Rihanna đứng trước ngôi nhà đang cháy ở đoạn phân khúc cuối cùng. Sau đoạn hồi tưởng, người phụ nữ trở về nhà, giam mình trong phòng tắm và cản trở người tình thô thiển của mình bước vào. Trong một cảnh khác, ngọn lửa trên lòng bàn tay người phụ nữ biến mất sau khi cô úp hai lòng bàn tay lại. Kế đến là các cảnh Eminem và cặp đôi bị ngọn lửa thiêu rụi và những cảnh đôi song ca đang đứng trước căn nhà đang bốc cháy. Cuối video âm nhạc, cặp đôi ở bên nhau và video quay trở lại cảnh đầu tiên lúc mà đôi nam nữ đang nằm ngủ.

### Đón nhận
—Monaghan diễn tả lại "Love the Way You Lie"
Video âm nhạc của "Love the Way You Lie" đã lập kỷ lục YouTube trở thành ca khúc được xem nhiều nhất trong vòng 1 ngày, lên đến 6,6 triệu lượt xem. Tính đến tháng 2 năm 2024, video âm nhạc đã thu về 2,7 tỷ lượt xem trên nền tảng YouTube. Nhiều người hâm mộ của Rihanna lẫn Eminem đã bày tỏ yêu thích video "Love the Way You Lie", và sản phẩm được cho là quá tốt đến mức có thể đem làm trailer cho một bộ phim bom tấn. Video ca nhạc đã nhận về nhiều phản hồi trái chiều từ giới chuyên môn, đa số đều tập trung bàn luận về những cảnh bạo lực tình yêu trong đó. Một số nhóm tổ chức về bạo lực hẹn hò đã bày tỏ nỗi thất vọng vì video hủy hoại mọi nỗ lực của họ trong việc quảng bá thông điệp rằng "tình yêu không nên chịu tổn thương". Zoe Chace của NPR chê bai video gây khó chịu, và AOL Music đã đưa video "Love the Way You Lie" vào danh sách "Top 10 video âm nhạc tranh cãi nhất trong đại chúng" của họ. Trang VH1 đã xếp video ở vị trí thứ 8 trong danh sách 40 video âm nhạc hàng đầu của năm 2010. Giám đốc điều hành của trung tâm nguồn lực chấn thương Day One tên Stephanie Nilva đã phát biểu với MTV News rằng video âm nhạc "Love the Way You Lie" chủ yếu nêu lên "chủ đề bạo lực hẹn hò trong giới trẻ". Nilva ca ngợi cách thức đoạn clip mô tả chính xác những thực trạng lặp đi lặp lại trong một mối quan hệ lạm dụng và bảo rằng sức hút của video đến từ các bài hát nổi tiếng có chủ đề bạo lực của Eminem và vụ việc Brown bạo hành Rihanna.
Một tác giả viết cho Rap-Up đã đưa nhận định, video của "Love the Way You Lie" vừa chân thật vừa là "nghệ thuật mô phỏng đời sống". Tuy nhiên, cây bút Conor Friedersdorf của The Atlantic đã phản ánh video không hẳn là bạo lực do các cảnh quay trong đó vẫn chưa đủ bạo, bằng chứng là không có vết thương nào sau khi dùng tay đấm vào tường. Một số nhà phê bình đã mô tả những cảnh tương đồng giữa video âm nhạc với thước phim The Killer Inside Me năm 2010 của Jessica Alba. Mariel Concepcion viết cho tạp chí Billboard gợi ý rằng video được lấy cảm hứng từ lời bài hát, "Just gonna stand there and watch me burn, but that's alright because I like the way it hurts." Ngay cả sự góp mặt của Rihanna cũng bị chỉ trích. Lúc lên bài báo cho tạp chí Rolling Stone, Daniel Kreps cho rằng sự xuất hiện của Rihanna là điểm "đặc biệt nổi bật" và dễ nhận thấy việc đó có liên quan đến câu chuyện của Brown. Một biên tập viên đến từ The Boston Globe bàn luận rằng mặc dù video nhìn có vẻ chân thực nhưng lại kìm hãm khả năng của Rihanna trong việc làm gương cho phụ nữ đang hứng chịu cảnh tượng bị bạo lực. Billy Johnson Jr. từ trang Yahoo! Music nhận xét rằng nhân vật do Fox thủ vai đang mang trong mình tính cách xen kẽ giữa dễ bị tổn thương và tính cách đối đầu, còn nhân vật của Monaghan thì gần gũi tương tự như Eminem ở ngoài đời. Kahn vốn là người thấu hiểu được lý do tại sao người xem cho rằng câu chuyện đời thực của Eminem và Rihanna ít nhiều đã gây tác động đến video. Anh lên tiếng trước những lời đón nhận rằng video của "Love the Way You Lie" hoàn toàn không liên quan đến hai nghệ sĩ thể hiện, và đội ngũ làm video khi đó cũng đã thừa biết những vấn đề cá nhân như vậy. Kahn cho rằng đó chỉ đơn thuần là hai nhân vật hư cấu do anh nghĩ ra và được đôi diễn viên Fox và Monaghan thể hiện thành một câu chuyện dễ gây chấn động thôi.
Nhiều ngòi bút đánh giá cũng bàn tán về mặt diễn xuất trong "Love the Way You Lie". Trong một bài nghiên cứu về phong cách bạo lực và gợi tình của Rihanna vào năm 2012, Nicole R. Fleetwood đã liên tưởng video âm nhạc của "Love the Way You Lie" đến bộ phim The Burning Bed năm 1984 và cho rằng nữ ca sĩ thực sự đã thổi hồn cho vai diễn của Fox với gương mặt cùng cử chỉ mang "nỗi đau thân mật khi gặp niềm vui thú khiêu dâm". Cây viết Peter Gicas của tờ E! News nhận định Fox và Monaghan đã thể hiện tốt "hành vi bốc đồng cùng với giai điệu [của bài hát] vốn khó để có thể lột tả." Jarett Wieselman đến từ New York Post cho biết, đôi diễn viên đã thủ vai hoàn hảo và giúp cho video gây ảnh hưởng lớn. Người viết tạp chí Whitney Pastorek bên Entertainment Weekly nhận thấy diễn xuất bạo lực lại mang đến hưng phấn tình dục, còn Willa Paskin của Vulture thì cho rằng sức hấp dẫn của dàn diễn viên đã "thôi miên" người xem. Paskin còn phát hiện ra nghệ thuật sử dụng tông màu nâu đen xêpia ở các cảnh quay căn nhà bùng cháy. Matthew Wilkening của AOL Radio nhận xét rằng video đã khiến cho người xem phải phân vân giữa "việc cặp đôi này luôn hòa giải [sau những cuộc xung đột] là điều tốt lành hay điều tồi tệ." Cây bút Mikey Fresh từ Vibe khen ngợi phản ứng tự nhiên của Fox khi Monaghan dùng tay đấm vào bức tường và suýt đánh cô là một "hành động dễ tổn thương đáng kinh ngạc". Benjamin Sutton từ L Magazine đã ví các cảnh quay lúc các nhân vật bốc cháy giống như nhân vật Chris Bradley trong Marvel Comics, vai diễn mà Monaghan đã đảm nhận trong bộ phim hành động năm 2009 Nguồn gốc X-Men: Người Sói.
Yếu tố bạo lực gia đình của video âm nhạc "Love the Way You Lie" đã trở thành chủ đề được nhiều người trong giới học thuật nghiên cứu. Fleetwood khẳng định sau khi mô tả những cảnh quay rằng, video âm nhạc đã "tăng cường sức hấp dẫn khiêu dâm của một mối quan hệ thân mật xoay quanh bạo lực." Năm 2022, cây viết phân tích Elizabeth Johnston Ambrose cùng với những đồng nghiệp biên tập đã xướng danh video "Love the Way You Lie" là một tác phẩm văn hóa đại diện cho quan điểm đương đại về bạo lực hẹn hò. Họ đã bối cảnh hóa bài hát và video âm nhạc với phong trào Me Too và qua đó đúc kết thành kinh nghiệm trong giáo dục về vấn đề bạo lực thể chất và khác giới. Các bài nhận định của Jonel Thaller và những đồng nghiệp cho rằng, video âm nhạc "Love the Way You Lie" của Eminem và Rihanna đã đập tan những quan niệm sai lầm và tái hiện những lời ngồi lê đôi mách thường gặp về bạo lực bạn tình, chủ yếu là nhiều phụ nữ cố tình để mình bị hành hạ hoặc thậm chí thích thú với việc đó. Ngoài ra, khía cạnh "vòng luẩn quẩn của bạo lực tình cảm" của video cũng là một chủ đề được tranh luận trong bài nghiên cứu của tác giả Suzanne Marie Enck và đồng nghiệp Blake A. McDaniel. Họ cho rằng hành vi đó là nhằm củng cố nam tính bá quyền và đánh đổi trong câu chuyện bạo lực là nạn nhân người nữ.

## Biểu diễn trực tiếp và hát lại

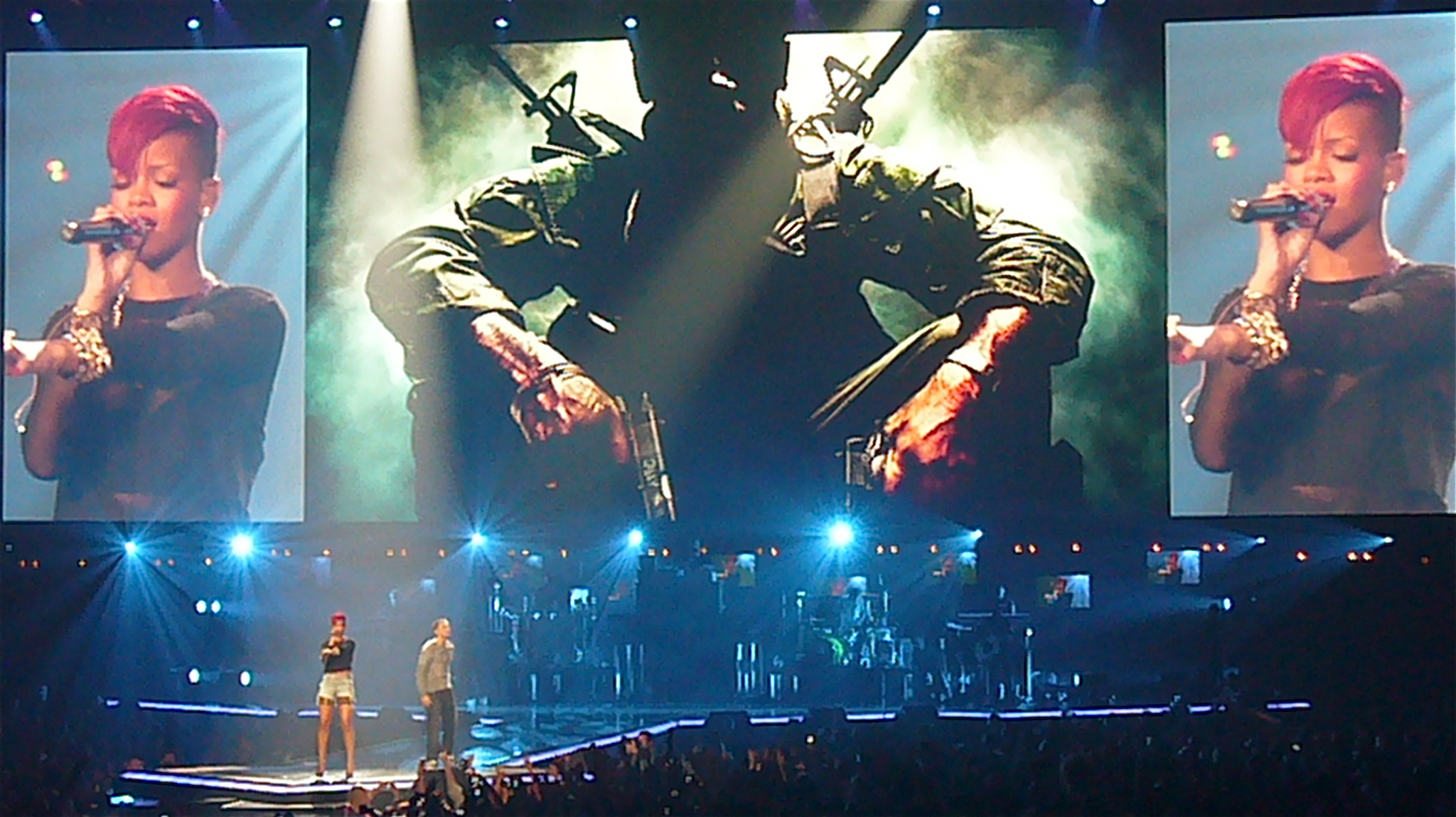
Eminem và Rihanna biểu diễn "Love the Way You Lie" tại E3 2010

Eminem đã quảng bá đĩa đơn "Love the Way You Lie" ở nhiều chuyến lưu diễn. Ngày 15 tháng 6 năm 2010, anh và Rihanna trình diễn bài hát tại E3 2010 ở Los Angeles với sự hợp tác của tay trống Travis Barker và Mr. Porter của D12. Eminem biểu diễn rap "Love the Way You Lie" tại lễ hội T in the Park ở Scotland vào ngày 10 tháng 7 năm 2010 dành tặng cho "bất cứ ai đang trong tình trạng yêu đương hỏng bét (fucked up)" Sau đó anh trình diễn bài hát này tại lễ hội thường niên Oxegen bên Ireland vào ngày 11 tháng 7 năm 2010. James Hendicott của State đã viết rằng tính cách của nam rapper đã "bao trùm cả sân khấu" và giọng rap của anh sắc thép và chứa đựng "hàng tá nắm đấm trong đó". Tuy nhiên, anh đã chỉ trích việc sử dụng một bản nhạc đệm được thu âm trước và nhận ra phần trình diễn bị khuyết thiếu phần nhạc và giọng nữ trực tiếp. Eamon Sweeney của Irish Independent cho rằng màn trình diễn của Eminem chỉ "gây ấn tượng nhẹ".
Ngày 21 tháng 7 năm 2010, Eminem góp mặt trong chuyến lưu diễn Last Girl on Earth của Rihanna tại Los Angeles để thể hiện "Love the Way You Lie". Anh trình diễn bài hát trong giải Video âm nhạc của MTV năm 2010 và được bình chọn là nghệ sĩ biểu diễn xuất sắc nhất buổi lễ trong một cuộc thăm dò của MTV với 34% phiếu bầu. Rihanna đã bất ngờ xuất hiện dù cô đã lên tiếng sẽ không thể biểu diễn vì lịch trình dày đặc của mình. Khi đó, nam rapper đang diện áo khoác đen, đội hoodie và áo thun T-shirt trắng, còn Rihanna thì mặc bộ đầm tutu trắng và mang đôi ủng đen. Claire Suddath của Time đã chê bai bản song ca của họ nghe buồn tẻ. Eminem đã biểu diễn rap "Love the Way You Lie" mà không có Rihanna tại Bonnaroo Music Festival năm 2011 trước khoảng 80.000 khán giả. Montgomery từ MTV News cho rằng "sự kiên trì tuyệt đối khi rap công kích" chính là điểm mạnh của nam rapper. Patrick Doyle của Rolling Stone cảm thấy Eminem đã thể hiện một màn chiến thắng bằng cách "liên tục nhảy bật trên sân khấu" và biểu diễn rap tràn đầy năng lượng.
Eminem đã trình diễn "Love the Way You Lie" tại ngày lưu diễn thứ hai ở lễ hội Lollapalooza thường niên tại Chicago vào ngày 6 tháng 8 năm 2011. Các khán giả đã hát điệp khúc để bù đắp cho sự vắng mặt của Rihanna. Nhà báo Piet Levy viết cho USA Today đã xướng tên cho chương trình là một "cú gây sốc đầy kịch tính", còn Katie Hasty từ HitFix thì cho rằng buổi biểu diễn đã thể hiện sự ganh đua ở hai giới tính. Eminem và Rihanna biểu diễn tại Staffordshire vào ngày đầu tiên của V2011 hôm 20 tháng 8 năm 2011. Cây viết âm nhạc James Lachno của The Daily Telegraph đã coi đây là một màn trình diễn "ảnh hưởng". The Guardian đã khen trình diễn của đôi song ca là ly kỳ. Eminem đã kết lại lễ hội âm nhạc bằng bài hát vào đêm ngày 21 tháng 8 tại Chelmsford, Essex cùng với 120.000 khán giả. Một phóng viên của International Business Times cho rằng màn song ca của Eminem với Rihanna là điểm nhấn của chương trình.
Bên cạnh đó, nhiều nghệ sĩ cũng đã từng hát lại "Love the Way You Lie". Nghệ sĩ vĩ cầm người Mỹ Eric Stanley đã phối bản nhạc theo phong cách vĩ cầm. Nhóm nhạc đồng quê The Band Perry đã hát lại ca khúc tại CMT Music Awards vào tháng 6 năm 2011. Hai tháng sau, nữ ca sĩ chính của ban nhạc rock Mỹ the Pretty Reckless, Taylor Momsen, đã biểu diễn "Love the Way You Lie" cho chương trình Live Lounge của BBC Radio 1 liên khúc với "Islands" của ban nhạc pop Anh Quốc The xx. Dưới sự hỗ trợ của nghệ sĩ guitar trong ban nhạc, cô đã hát một đoạn "Islands" rồi chuyển sang phần điệp khúc "Love the Way You Lie". Ca sĩ người Anh Cher Lloyd đã biểu diễn bản rap ở chương trình The X Factor UK. Năm 2010, nghệ sĩ guitar người Nga Alex Feather Akimov phát hành bản thu âm "Love The Way You Lie (Heavy Remix)" được Billboard.biz (Web Trends) công nhận. Ban nhạc post-hardcore Mỹ A Skylit Drive đã thu âm bản hát lại của đĩa đơn cho bản phát hành Punk Goes Pop 4 năm 2011 của loạt Punk Goes....

## Phần tiếp theo

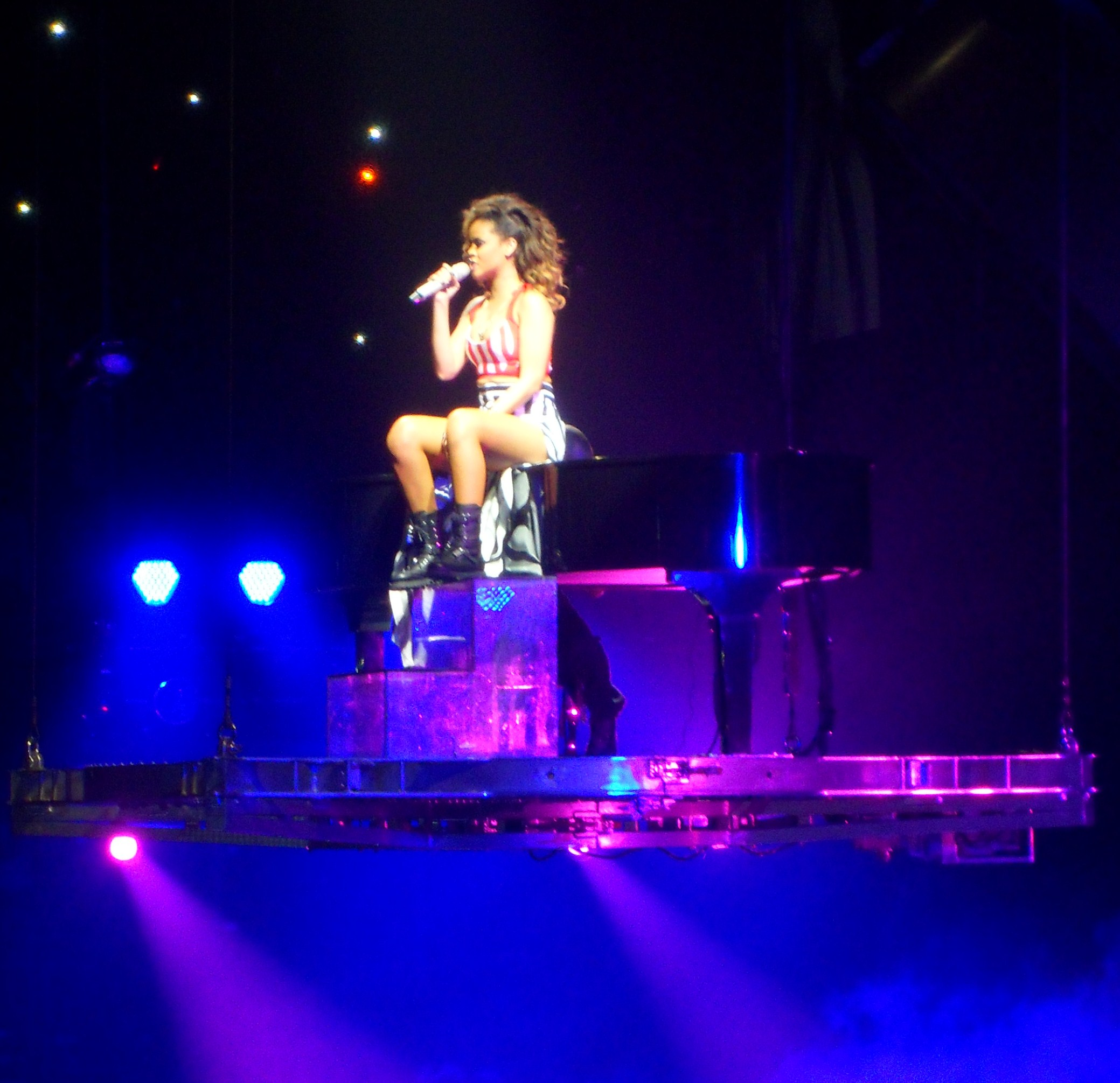
Rihanna biểu diễn "Love the Way You Lie (Part II)" ở chuyến lưu diễn Loud Tour (2011) tại Birmingham, Anh

Ngày 3 tháng 11 năm 2010, một phiên bản tiếp theo với tựa đề "Love the Way You Lie (Part II)" đã bị rò rỉ trên mạng Internet. Lần này, Rihanna là giọng ca chính và Eminem là nghệ sĩ hợp tác. Bài hát chủ yếu thể hiện vấn đề dựa trên góc nhìn của Rihanna theo bản demo của Grey. Mặc dù Rihanna ban đầu thiết nghĩ phần tiếp theo sẽ không thể "đánh bại bản gốc được" nhưng cô vẫn đồng ý thu âm. Nữ ca sĩ tiết lộ rằng phần thứ hai của "Love the Way You Lie" ít công đoạn sản xuất hơn, với quá trình phối khí chỉ là đánh dương cầm và gõ trống. Ca khúc trở thành bài hát thứ 11 và là bài thứ chót trong danh sách bài hát ở album phòng thu năm 2010 Loud của Rihanna. Phiên bản của Grey được phát hành trong EP năm 2012 The Buried Sessions of Skylar Grey và album phòng thu năm 2013 Don't Look Down của cô dưới tựa đề "Love the Way You Lie (Part III)".
Rihanna đã trình diễn medley "Love the Way You Lie (Part II)", "What's My Name?" và "Only Girl (In the World)" tại giải thưởng Âm nhạc Mỹ năm 2010. Bản medley gồm "Love the Way You Lie (Part II)" và "I Need a Doctor" được nữ ca sĩ trình diễn tại giải Grammy năm 2011. Theo đánh giá chuyên môn, Chicago Sun-Times cho rằng phần kế tiếp của "Love the Way You Lie" là thừa thãi, còn cây viết đánh giá James Skinner của BBC thì ca tụng, "'Love the Way You Lie (Part II)' thậm chí còn hay hơn bản gốc, đoạn phân khúc của Eminem đã toát lên cảm xúc đe dọa sôi sục đầy biến động khiến cho mọi người rất hào hứng với anh ngay từ lần đầu tiên lắng nghe. Nhưng thực sự chính giọng hát của Rihanna vừa thiết tha, vừa tràn đầy tâm hồn và vừa dễ tổn thương mới là điểm nhấn của ca khúc".

## Giải thưởng và đề cử
| Năm  | Lễ trao giải                    | Hạng mục                                                   | Kết quả   | Nguồn   |
| ---- | ------------------------------- | ---------------------------------------------------------- | --------- | ------- |
| 2010 | Teen Choice Awards              | Choice Music: Bài hát Rap/Hip-Hop                          | Đoạt giải | [ 165 ] |
| 2010 | Giải thưởng Âm nhạc MTV Châu Âu | Bài hát xuất sắc nhất                                      | Đề cử     | [ 166 ] |
| 2010 | Giải thưởng Âm nhạc MTV Châu Âu | Video xuất sắc nhất                                        | Đề cử     | [ 166 ] |
| 2010 | Giải thưởng Âm nhạc Soul Train  | Bài hát Hip-Hop xuất sắc nhất của năm                      | Đoạt giải | [ 167 ] |
| 2010 | People's Choice Awards          | Video âm nhạc được yêu thích                               | Đoạt giải | [ 66 ]  |
| 2010 | People's Choice Awards          | Bài hát được yêu thích                                     | Đoạt giải | [ 66 ]  |
| 2011 | Giải BET Hip Hop (2011)         | Video Hip-Hop xuất sắc nhất                                | Đề cử     | [ 168 ] |
| 2011 | Giải BMI Pop                    | Bài hát đoạt giải                                          | Đoạt giải | [ 169 ] |
| 2011 | Giải BMI Urban                  | Bài hát đoạt giải                                          | Đoạt giải | [ 170 ] |
| 2011 | Giải NAACP Image                | Hợp tác xuất sắc nhất                                      | Đề cử     | [ 171 ] |
| 2011 | Giải Video Âm nhạc Anh          | Video Urban xuất sắc nhất – Quốc tế                        | Đề cử     | [ 172 ] |
| 2011 | Giải thưởng Âm nhạc Barbados    | Hợp tác xuất sắc nhất                                      | Đoạt giải | [ 173 ] |
| 2011 | Giải thưởng Âm nhạc NRJ         | Bài hát quốc tế của năm                                    | Đề cử     | [ 174 ] |
| 2011 | Giải thưởng Âm nhạc NRJ         | Video âm nhạc của năm                                      | Đề cử     | [ 175 ] |
| 2011 | Giải Grammy                     | Thu âm của năm                                             | Đề cử     | [ 65 ]  |
| 2011 | Giải Grammy                     | Bài hát của năm                                            | Đề cử     | [ 65 ]  |
| 2011 | Giải Grammy                     | Bài hát rap xuất sắc nhất                                  | Đề cử     | [ 65 ]  |
| 2011 | Giải Grammy                     | Trình diễn hát rap xuất sắc nhất                           | Đề cử     | [ 65 ]  |
| 2011 | Giải Grammy                     | Video âm nhạc xuất sắc nhất                                | Đề cử     | [ 65 ]  |
| 2011 | Giải thưởng Âm nhạc Billboard   | Bài hát kỹ thuật số hàng đầu                               | Đề cử     | [ 176 ] |
| 2011 | Giải thưởng Âm nhạc Billboard   | Bài hát Hot 100 hàng đầu                                   | Đề cử     | [ 176 ] |
| 2011 | Giải thưởng Âm nhạc Billboard   | Bài hát phát thanh hàng đầu                                | Đề cử     | [ 176 ] |
| 2011 | Giải thưởng Âm nhạc Billboard   | Bài hát rap hàng đầu                                       | Đoạt giải | [ 176 ] |
| 2011 | Giải thưởng Âm nhạc Billboard   | Bài hát phát trực tuyến hàng đầu (Âm thanh)                | Đề cử     | [ 176 ] |
| 2011 | Giải thưởng Âm nhạc Billboard   | Bài hát phát trực tuyến hàng đầu (Video)                   | Đề cử     | [ 176 ] |
| 2011 | Giải Video MuchMusic            | Video nghệ sĩ quốc tế xuất sắc nhất                        | Đề cử     | [ 99 ]  |
| 2011 | Giải Video MuchMusic            | MuchMusic.com Video được xem nhiều nhất                    | Đề cử     | [ 99 ]  |
| 2011 | Giải Video MuchMusic            | UR Fave: Video quốc tế                                     | Đề cử     | [ 99 ]  |
| 2011 | Giải thưởng Âm nhạc Detroit     | Đĩa đơn quốc gia xuất sắc nhất                             | Đề cử     | [ 177 ] |
| 2011 | Giải thưởng Âm nhạc Detroit     | Video / Ngân sách lớn xuất sắc nhất (trên 10.000 đô la Mỹ) | Đề cử     | [ 177 ] |
| 2011 | Giải Video âm nhạc của MTV      | Quay phim xuất sắc nhất                                    | Đề cử     | [ 178 ] |
| 2011 | Giải Video âm nhạc của MTV      | Đạo diễn xuất sắc nhất                                     | Đề cử     | [ 179 ] |
| 2011 | Giải Video âm nhạc của MTV      | Video xuất sắc nhất của nam nghệ sĩ                        | Đề cử     | [ 180 ] |
| 2011 | Giải Video âm nhạc của MTV      | Video có thông điệp ý nghĩa nhất                           | Đề cử     | [ 181 ] |

## Danh sách ca khúc
CD đĩa đơn
| STT              | Nhan đề                                      | Sáng tác                                                                     | Nhà sản xuất                                                  | Thời lượng |
| ---------------- | -------------------------------------------- | ---------------------------------------------------------------------------- | ------------------------------------------------------------- | ---------- |
| 1.               | "Love the Way You Lie" (hợp tác với Rihanna) | Marshall Mathers Skylar Grey Alex da Kid                                     | Alex da Kid Makeba Riddick                                    | 4:23       |
| 2.               | "Not Afraid" (trực tiếp tại T in the Park)   | Mathers Drake Cooper Luis Resto Matthew Samuels Jordan Evans Matthew Burnett | Boi-1da Jordan Evans [ k ] Matthew Burnett [ k ] Eminem [ k ] | 6:54       |
| Tổng thời lượng: | Tổng thời lượng:                             | Tổng thời lượng:                                                             | Tổng thời lượng:                                              | 11:17      |

## Đội ngũ sản xuất
Phần ghi công "Love the Way You Lie" được lấy từ ghi chú bên lề album Recovery.
| - Eminem – Kỹ thuật trộn âm, sáng tác, giọng hát - Rihanna – Giọng hát - Alex da Kid – Kỹ thuật master, kỹ thuật trộn âm, nhà sản xuất, sáng tác - Skylar Grey – Sáng tác - Mike Strange – Kỹ thuật trộn âm, kỹ thuật thu âm | - Marcos Tovar – Kỹ thuật thu âm - Joe Strange – Hỗ trợ kỹ thuật - James Darkin – Hỗ trợ kỹ thuật - Makeba Riddick – Sản xuất giọng hát - J. Brow – Đánh guitar |

## Bảng xếp hạng
| Bảng xếp hạng (2010–2011)                | Vị trí cao nhất |
| ---------------------------------------- | --------------- |
| Úc (ARIA)                                | 1               |
| Áo (Ö3 Austria Top 40)                   | 1               |
| Bỉ (Ultratop 50 Flanders)                | 1               |
| Bỉ (Ultratop 50 Wallonia)                | 1               |
| Canada (Canadian Hot 100)                | 1               |
| CIS (Tophit)                             | 6               |
| Cộng hòa Séc (Rádio Top 100)             | 2               |
| Đan Mạch (Tracklisten)                   | 1               |
| Châu Âu (European Hot 100)               | 1               |
| Phần Lan (Suomen virallinen lista)       | 1               |
| Pháp (SNEP)                              | 3               |
| Đức (GfK)                                | 1               |
| Hungary (Rádiós Top 40)                  | 1               |
| Ireland (IRMA)                           | 1               |
| Israel (Media Forest)                    | 1               |
| Ý (FIMI)                                 | 1               |
| Nhật Bản (Japan Hot 100)                 | 55              |
| Luxembourg Digital Songs (Billboard)     | 1               |
| Hà Lan (Dutch Top 40)                    | 4               |
| Hà Lan (Single Top 100)                  | 5               |
| New Zealand (Recorded Music NZ)          | 1               |
| Na Uy (VG-lista)                         | 1               |
| Ba Lan (Polish Airplay Top 100)          | 1               |
| Ba Lan (Video Chart)                     | 1               |
| Romania (Romanian Top 100)               | 1               |
| Romania (Romania Radio Airplay)          | 1               |
| Romania (Romania TV Airplay)             | 1               |
| Nga Airplay (Tophit)                     | 78              |
| Scotland (OCC)                           | 3               |
| Slovakia (Rádio Top 100)                 | 1               |
| Hàn Quốc (GAON International Chart)      | 1               |
| Tây Ban Nha (PROMUSICAE)                 | 1               |
| Thụy Điển (Sverigetopplistan)            | 1               |
| Thụy Sĩ (Schweizer Hitparade)            | 1               |
| Anh Quốc (OCC)                           | 2               |
| Anh Quốc R&B (OCC)                       | 1               |
| Ukraina Airplay (Tophit)                 | 23              |
| Hoa Kỳ Billboard Hot 100                 | 1               |
| Hoa Kỳ Adult Pop Airplay (Billboard)     | 29              |
| Hoa Kỳ Hot R&B/Hip-Hop Songs (Billboard) | 7               |
| Hoa Kỳ Hot Latin Songs (Billboard)       | 23              |
| Hoa Kỳ Hot Rap Songs (Billboard)         | 1               |
| Hoa Kỳ Pop Airplay (Billboard)           | 1               |
| Hoa Kỳ Rhythmic (Billboard)              | 1               |

| Bảng xếp hạng (2022–2023)       | Vị trí cao nhất |
| ------------------------------- | --------------- |
| Thế giới Global 200 (Billboard) | 162             |

| Bảng xếp hạng (2010)                     | Vị trí |
| ---------------------------------------- | ------ |
| Úc (ARIA)                                | 1      |
| Úc Urban (ARIA)                          | 1      |
| Áo (Ö3 Austria Top 75)                   | 5      |
| Bỉ (Ultratop 50 Flanders)                | 21     |
| Bỉ (Ultratop 50 Wallonia)                | 11     |
| Canada (Canadian Hot 100)                | 7      |
| Đan Mạch (Tracklisten)                   | 7      |
| Châu Âu (European Hot 100)               | 8      |
| Pháp (SNEP)                              | 35     |
| Đức (Official German Charts)             | 11     |
| Hungary (Rádiós Top 40)                  | 35     |
| Ireland (IRMA)                           | 4      |
| Ý (FIMI)                                 | 20     |
| Hà Lan (Dutch Top 40)                    | 20     |
| Hà Lan (Single Top 100)                  | 16     |
| New Zealand (Recorded Music NZ)          | 2      |
| Romania (Romanian Top 100)               | 26     |
| Nga Airplay (TopHit)                     | 39     |
| Hàn Quốc International Singles (Gaon)    | 2      |
| Tây Ban Nha (PROMUSICAE)                 | 11     |
| Tây Ban Nha Top 20 TV (PROMUSICAE)       | 19     |
| Thụy Điển (Sverigetopplistan)            | 4      |
| Thụy Sĩ (Schweizer Hitparade)            | 3      |
| Anh Quốc (OCC)                           | 1      |
| Hoa Kỳ Billboard Hot 100                 | 7      |
| Hoa Kỳ Hot R&B/Hip-Hop Songs (Billboard) | 59     |
| Hoa Kỳ Pop Songs (Billboard)             | 9      |
| Hoa Kỳ Rhythmic (Billboard)              | 7      |

| Bảng xếp hạng (2011)          | Vị trí |
| ----------------------------- | ------ |
| Romania (Romanian Top 100)    | 97     |
| Nga Airplay (TopHit)          | 151    |
| Tây Ban Nha (PROMUSICAE)      | 41     |
| Thụy Điển (Sverigetopplistan) | 37     |
| Ukraina Airplay (TopHit)      | 110    |
| Anh Quốc (OCC)                | 133    |

| Bảng xếp hạng (2010–2019)                  | Vị trí |
| ------------------------------------------ | ------ |
| Úc (ARIA)                                  | 20     |
| Anh Quốc Singles (Official Charts Company) | 45     |
| Hoa Kỳ Billboard Hot 100                   | 46     |

| Bảng xếp hạng                              | Vị trí |
| ------------------------------------------ | ------ |
| Hoa Kỳ Billboard Hot 100 (1958–2018)       | 233    |
| Anh Quốc Singles (Official Charts Company) | 89     |

## Chứng nhận
| Quốc gia | Chứng nhận   | Số đơn vị/doanh số chứng nhận |
| --- | ------------ | ----------------------------- |
| Úc (ARIA) | 18× Bạch kim | 1.260.000‡                    |
| Bỉ (BEA) | Vàng         | 15.000*                       |
| Brasil (Pro-Música Brasil) | 3× Kim cương | 750.000‡                      |
| Đan Mạch (IFPI Đan Mạch) | 2× Bạch kim  | 180.000‡                      |
| Pháp | —            | 145.000                       |
| Đức (BVMI) | 2× Bạch kim  | 1.000.000‡                    |
| Ý (FIMI) | 3× Bạch kim  | 300.000‡                      |
| Nhật Bản (RIAJ) Nhạc chuông thời lượng tối đa                                                                                                  | Vàng         | 100.000*                      |
| New Zealand (RMNZ) | 6× Bạch kim  | 180.000‡                      |
| Nga (NFPF) Nhạc chuông | 3× Bạch kim  | 600.000*                      |
| Tây Ban Nha (PROMUSICAE) | Bạch kim     | 40.000*                       |
| Thụy Sĩ (IFPI) | 3× Bạch kim  | 90.000^                       |
| Anh Quốc (BPI) | 5× Bạch kim  | 3.000.000‡                    |
| Hoa Kỳ (RIAA) | 13× Bạch kim | 13.000.000‡                   |
| * Chứng nhận dựa theo doanh số tiêu thụ. ^ Chứng nhận dựa theo doanh số nhập hàng. ‡ Chứng nhận dựa theo doanh số tiêu thụ và phát trực tuyến. |              |                               |

## Lịch sử phát hành
| Khu vực  | Ngày                   | Định dạng         | Hãng                               | Chú thích |
| -------- | ---------------------- | ----------------- | ---------------------------------- | --------- |
| Hoa Kỳ   | 12–18 tháng 6 năm 2010 | Mainstream Top 40 | Shady Aftermath Interscope Records | [ 42 ]    |
| Nhiều    | 18 tháng 6 năm 2010    | Tải kỹ thuật số   | Aftermath Records                  | [ 43 ]    |
| Anh Quốc | 9 tháng 8 năm 2010     | Đĩa CD            | Polydor Records                    | [ 44 ]    |
| Hoa Kỳ   | 17 tháng 8 năm 2010    | Đĩa CD            | Interscope Records                 | [ 45 ]    |
| Đức      | 20 tháng 8 năm 2010    | Đĩa CD            | Interscope Records                 | [ 46 ]    |